# 1987 no teatro

## Nascimentos
| Data       | Nome             | Profissão       | Nacionalidade | Observações | Ref |
| ---------- | ---------------- | --------------- | ------------- | ----------- | --- |
| 18 de maio | Luisana Lopilato | atriz e cantora | Argentina     |             |     |

## Mortes
| Data       | Nome             | Profissão  | Nacionalidade  | Observações | Ref |
| ---------- | ---------------- | ---------- | -------------- | ----------- | --- |
| 28 de maio | Charles Ludlam   | dramaturgo | Estados Unidos | n. 1943     |     |
| ??         | Alfredo Mesquita | ator       | Brasil         | n. 1907     |     |